# Formula 1 – sezona 1988.
| FIA Svjetsko prvenstvo Formule 1 1988. | FIA Svjetsko prvenstvo Formule 1 1988. |
|                                        | Prvak                                  |
| -------------------------------------- | -------------------------------------- |
| Vozač                                  | Ayrton Senna (McLaren-Honda)           |
| Konstruktor                            | McLaren-Honda                          |
| Prethodna sezona                       | Sljedeća sezona                        |
| 1987.                                  | 1989.                                  |

Formula 1 – sezona 1988. bila je 39. sezona svjetskog prvenstva Formule 1. Vozilo se 16 utrka u periodu od 4. travnja do 13. studenog 1988. godine. Svjetski prvak po prvi puta postao je Ayrton Senna, a konstruktorski prvak po četvrti put momčad McLarena.

## Vozači i konstruktori
| Konstruktor / Momčad                              | Šasija                     | Motor                    | Gume | Broj | Vozači                | Utrke       |
| ------------------------------------------------- | -------------------------- | ------------------------ | ---- | ---- | --------------------- | ----------- |
| Lotus-Honda Camel Team Lotus Honda                | Lotus 100T                 | Honda RA168E V6 t 1.5    | G    | 1    | Nelson Piquet         | Sve         |
| Lotus-Honda Camel Team Lotus Honda                | Lotus 100T                 | Honda RA168E V6 t 1.5    | G    | 2    | Satoru Nakajima       | Sve         |
| Tyrrell-Ford Cosworth Tyrrell Racing Organisation | Tyrrell 017                | Ford Cosworth DFZ V8 3.5 | G    | 3    | Jonathan Palmer       | Sve         |
| Tyrrell-Ford Cosworth Tyrrell Racing Organisation | Tyrrell 017                | Ford Cosworth DFZ V8 3.5 | G    | 4    | Julian Bailey         | Sve         |
| Williams-Judd Canon Williams Team                 | Williams FW12              | Judd CV V8 3.5           | G    | 5    | Nigel Mansell         | 1-10, 13-16 |
| Williams-Judd Canon Williams Team                 | Williams FW12              | Judd CV V8 3.5           | G    | 5    | Martin Brundle        | 11          |
| Williams-Judd Canon Williams Team                 | Williams FW12              | Judd CV V8 3.5           | G    | 5    | Jean-Louis Schlesser  | 12          |
| Williams-Judd Canon Williams Team                 | Williams FW12              | Judd CV V8 3.5           | G    | 6    | Riccardo Patrese      | Sve         |
| Zakspeed West Zakspeed Racing                     | Zakspeed 881               | Zakspeed 1500/4 L4 t 1.5 | G    | 9    | Piercarlo Ghinzani    | Sve         |
| Zakspeed West Zakspeed Racing                     | Zakspeed 881               | Zakspeed 1500/4 L4 t 1.5 | G    | 10   | Bernd Schneider       | Sve         |
| McLaren-Honda Honda Marlboro McLaren              | McLaren MP4/4              | Honda RA168E V6 t 1.5    | G    | 11   | Alain Prost           | Sve         |
| McLaren-Honda Honda Marlboro McLaren              | McLaren MP4/4              | Honda RA168E V6 t 1.5    | G    | 12   | Ayrton Senna          | Sve         |
| AGS-Ford Cosworth AGS Racing                      | AGS JH23                   | Ford Cosworth DFZ V8 3.5 | G    | 14   | Philippe Streiff      | Sve         |
| March-Judd Leyton House March Racing Team         | March 881                  | Judd CV V8 3.5           | G    | 15   | Mauricio Gugelmin     | Sve         |
| March-Judd Leyton House March Racing Team         | March 881                  | Judd CV V8 3.5           | G    | 16   | Ivan Capelli          | Sve         |
| Arrows-Megatron USF&G Arrows Megatron             | Arrows A10B                | Megatron M12/13 L4 t 1.5 | G    | 17   | Derek Warwick         | Sve         |
| Arrows-Megatron USF&G Arrows Megatron             | Arrows A10B                | Megatron M12/13 L4 t 1.5 | G    | 18   | Eddie Cheever         | Sve         |
| Benetton-Ford Cosworth Benetton Formula Ltd       | Benetton B188              | Ford Cosworth DFR V8 3.5 | G    | 19   | Alessandro Nannini    | Sve         |
| Benetton-Ford Cosworth Benetton Formula Ltd       | Benetton B188              | Ford Cosworth DFR V8 3.5 | G    | 20   | Thierry Boutsen       | Sve         |
| Osella Osella Squadra Corse                       | Osella FA1I Osella FA1L    | Osella 890T V8 t 1.5     | G    | 21   | Nicola Larini         | Sve         |
| Rial-Ford Cosworth Rial Racing                    | Rial ARC1                  | Ford Cosworth DFZ V8 3.5 | G    | 22   | Andrea de Cesaris     | Sve         |
| Minardi-Ford Cosworth Lois Minardi Team           | Minardi M188               | Ford Cosworth DFZ V8 3.5 | G    | 23   | Adrián Campos         | 1-5         |
| Minardi-Ford Cosworth Lois Minardi Team           | Minardi M188               | Ford Cosworth DFZ V8 3.5 | G    | 23   | Pierluigi Martini     | 6-16        |
| Minardi-Ford Cosworth Lois Minardi Team           | Minardi M188               | Ford Cosworth DFZ V8 3.5 | G    | 24   | Luis Perez-Sala       | Sve         |
| Ligier-Judd Ligier Loto                           | Ligier JS31                | Judd CV V8 3.5           | G    | 25   | René Arnoux           | Sve         |
| Ligier-Judd Ligier Loto                           | Ligier JS31                | Judd CV V8 3.5           | G    | 26   | Stefan Johansson      | Sve         |
| Ferrari Scuderia Ferrari SpA SEFAC                | Ferrari F187/88C           | Ferrari 033E V6 t 1.5    | G    | 27   | Michele Alboreto      | Sve         |
| Ferrari Scuderia Ferrari SpA SEFAC                | Ferrari F187/88C           | Ferrari 033E V6 t 1.5    | G    | 28   | Gerhard Berger        | Sve         |
| Lola-Ford Cosworth Larrousse & Calmels F1         | Lola LC88                  | Ford Cosworth DFZ V8 3.5 | G    | 29   | Yannick Dalmas        | 1-14        |
| Lola-Ford Cosworth Larrousse & Calmels F1         | Lola LC88                  | Ford Cosworth DFZ V8 3.5 | G    | 29   | Aguri Suzuki          | 15          |
| Lola-Ford Cosworth Larrousse & Calmels F1         | Lola LC88                  | Ford Cosworth DFZ V8 3.5 | G    | 29   | Pierre-Henri Raphanel | 16          |
| Lola-Ford Cosworth Larrousse & Calmels F1         | Lola LC88                  | Ford Cosworth DFZ V8 3.5 | G    | 30   | Philippe Alliot       | Sve         |
| Coloni-Ford Cosworth Coloni SpA                   | Coloni FC188 Coloni FC188B | Ford Cosworth DFZ V8 3.5 | G    | 31   | Gabriele Tarquini     | Sve         |
| Eurobrun-Ford Cosworth Eurobrun Racing            | Eurobrun ER188             | Ford Cosworth DFZ V8 3.5 | G    | 32   | Oscar Larrauri        | Sve         |
| Eurobrun-Ford Cosworth Eurobrun Racing            | Eurobrun ER188             | Ford Cosworth DFZ V8 3.5 | G    | 33   | Stefano Modena        | Sve         |
| Dallara-Ford Cosworth BMS Scuderia Italia         | Dallara 3087               | Ford Cosworth DFV V8 3.0 | G    | 36   | Alex Caffi            | 1           |
| Dallara-Ford Cosworth BMS Scuderia Italia         | Dallara 188                | Ford Cosworth DFZ V8 3.5 | G    | 36   | Alex Caffi            | 2-16        |

## Utrke
|     | Utrka                                             | 1.                         | 2.                          | 3.                                        |
| --- | ------------------------------------------------- | -------------------------- | --------------------------- | ----------------------------------------- |
|     |                                                   |                            |                             |                                           |
| 1.  | VN Brazila, Jacarepagua 3. travnja 1988.          | Alain Prost McLaren-Honda  | Gerhard Berger Ferrari      | Nelson Piquet Lotus-Honda                 |
| 2.  | VN San Marina, Imola 1. svibnja 1988.             | Ayrton Senna McLaren-Honda | Alain Prost McLaren-Honda   | Nelson Piquet Lotus-Honda                 |
| 3.  | VN Monaka, Monte Carlo 15. svibnja 1988.          | Alain Prost McLaren-Honda  | Gerhard Berger Ferrari      | Michele Alboreto Ferrari                  |
| 4.  | VN Meksika, Mexico 29. svibnja 1988.              | Alain Prost McLaren-Honda  | Ayrton Senna McLaren-Honda  | Gerhard Berger Ferrari                    |
| 5.  | VN Kanade, Montreal 12. lipnja 1988.              | Ayrton Senna McLaren-Honda | Alain Prost McLaren-Honda   | Thierry Boutsen Benetton-Ford Cosworth    |
| 6.  | VN SAD, Detroit 19. lipnja 1988.                  | Ayrton Senna McLaren-Honda | Alain Prost McLaren-Honda   | Thierry Boutsen Benetton-Ford Cosworth    |
| 7.  | VN Francuske, Paul Ricard 3. srpnja 1988.         | Alain Prost McLaren-Honda  | Ayrton Senna McLaren-Honda  | Michele Alboreto Ferrari                  |
| 8.  | VN Velike Britanije, Silverstone 10. srpnja 1988. | Ayrton Senna McLaren-Honda | Nigel Mansell Williams-Judd | Alessandro Nannini Benetton-Ford Cosworth |
| 9.  | VN Njemačke, Hockenheim 24. srpnja 1988.          | Ayrton Senna McLaren-Honda | Alain Prost McLaren-Honda   | Gerhard Berger Ferrari                    |
| 10. | VN Mađarske, Hungaroring 7. kolovoza 1988.        | Ayrton Senna McLaren-Honda | Alain Prost McLaren-Honda   | Thierry Boutsen Benetton-Ford Cosworth    |
| 11. | VN Belgije, Spa-Francorchamps 28. kolovoza 1988.  | Ayrton Senna McLaren-Honda | Alain Prost McLaren-Honda   | Ivan Capelli March-Judd                   |
| 12. | VN Italije, Monza 11. rujna 1988.                 | Gerhard Berger Ferrari     | Michele Alboreto Ferrari    | Eddie Cheever Arrows-Megatron             |
| 13. | VN Portugala, Estoril 25. rujna 1988.             | Alain Prost McLaren-Honda  | Ivan Capelli March-Judd     | Thierry Boutsen Benetton-Ford Cosworth    |
| 14. | VN Španjolske, Jerez 2. listopada 1988.           | Alain Prost McLaren-Honda  | Nigel Mansell Williams-Judd | Alessandro Nannini Benetton-Ford Cosworth |
| 15. | VN Japana, Suzuka 30. listopada 1988.             | Ayrton Senna McLaren-Honda | Alain Prost McLaren-Honda   | Thierry Boutsen Benetton-Ford Cosworth    |
| 16. | VN Australije, Adelaide 13. studenog 1988.        | Alain Prost McLaren-Honda  | Ayrton Senna McLaren-Honda  | Nelson Piquet Lotus-Honda                 |
|     |                                                   |                            |                             |                                           |

## Konačni poredak

### Vozači
| Mjesto | Vozač              | Bodovi |
| ------ | ------------------ | ------ |
| 1.     | Ayrton Senna       | 90     |
| 2.     | Alain Prost        | 87     |
| 3.     | Gerhard Berger     | 41     |
| 4.     | Thierry Boutsen    | 27     |
| 5.     | Michele Alboreto   | 24     |
| 6.     | Nelson Piquet      | 22     |
| 7.     | Ivan Capelli       | 17     |
| 8.     | Derek Warwick      | 17     |
| 9.     | Nigel Mansell      | 12     |
| 10.    | Alessandro Nannini | 12     |
| 11.    | Riccardo Patrese   | 8      |
| 12.    | Eddie Cheever      | 6      |
| 13.    | Maurício Gugelmin  | 5      |
| 14.    | Jonathan Palmer    | 5      |
| 15.    | Andrea de Cesaris  | 3      |
| 16.    | Satoru Nakajima    | 1      |
| 17.    | Pierluigi Martini  | 1      |

### Konstruktori
| Pozicija | Konstruktor            | Bodovi |
| -------- | ---------------------- | ------ |
| 1.       | McLaren-Honda          | 199    |
| 2.       | Ferrari                | 65     |
| 3.       | Benetton-Ford Cosworth | 39     |
| 4.       | Lotus-Honda            | 23     |
| 5.       | Arrows-Megatron        | 23     |
| 6.       | March-Judd             | 22     |
| 7.       | Williams-Judd          | 20     |
| 8.       | Tyrrell-Ford Cosworth  | 5      |
| 9.       | Rial-Ford Cosworth     | 3      |
| 10.      | Minardi-Ford Cosworth  | 1      |

## Vanjske poveznice
- Službena stranica Formule 1